# Mount Loke
Mount Loke ist ein hornförmiger Berg im ostantarktischen Viktorialand. In der Asgard Range ragt er zwischen dem Goodspeed- und dem Denton-Gletscher aus der Südwand des Wright Valley auf. 
Teilnehmer einer von 1958 bis 1959 durchgeführten Kampagne im Rahmen der neuseeländischen Victoria University’s Antarctic Expeditions benannten ihn nach Loki, einer Figur aus der nordischen Mythologie.